# Mastigophorus nomius
Mastigophorus nomius är en fjärilsart som beskrevs av William Schaus 1916. Mastigophorus nomius ingår i släktet Mastigophorus och familjen nattflyn. Inga underarter finns listade i Catalogue of Life.